# Édouard Rolin-Jaequemyns
 (septembre 2018).
Le baron Édouard Rolin-Jaequemyns, né à Gand le 23 janvier 1863 et mort à Bruxelles le 11 juillet 1936, est un juriste, diplomate et homme politique belge. 

## Biographie
Édouard Rolin-Jaequemyns est le petit-fils de Hippolyte Rolin, le fils de Gustave Rolin-Jaequemyns, et le cousin de Henri Rolin.

## Mandats et fonctions
- Consul général de Siam en Belgique
- Représentant de la Thaïlande à la Conférence de la Paix de La Haye : 1899
- Secrétaire général et Ministre plénipotentiaire au Traité de Versailles : 1918-1919
- Membre de la délégation belge à la Société des Nations
- Haut-commissaire de la Belgique dans la Rhénanie : 1920-1925
- Ministre de l'Intérieur : 1925-1926
- Ministre de la Santé publique : 1925-1926
- Membre du Haut Conseil pour le Congo
- Président de l'Institut de droit international
- Membre de la Cour permanente d'arbitrage de La Haye : 1928-1930
- Juge à la Cour permanente de justice internationale : 1931-1936

## Publications
- Note sur la Conférence antiesclavagiste de Bruxelles, 1889
- Quelques mots encore sur l'Acte général et la Conférence de Bruxelles et la répression de la traite, 1891
- De la condition juridique internationale des étrangers civils ou militaires, au service des belligérants, algemeen verslag op de Conferentie 1908 in Firenze van de Institut de Droit International.
- L'Escaut et le rejet du traité hollando-belge, 1927
- L'Entretien de l'Escaut suivant les traités, 1928

## Sources
- Biographical Notes concerning the Judges and Deputy-Judges. Baron Rolin-Jaequemyns, Judge, in: Seventh Annual Report of the Permanent Court of International Justice, A.W. Sijthoff's Publishing, Leyde, 1931, blz. 24/25
- Le baron, Rolin Jaequemyns. In memoriam. Discours, in: Revue de droit international et de législation comparée, 1936.
- Sally MARKS, Edouard Rolin-Jaequemyns, in: Warren F. Kuehl (uitg.), Biographical Dictionary of Internationalists, Greenwood Press, Westport 1983, blz. 624-625,  (ISBN 0-31-322129-4)
- R. BOUMANS, Inventaire des archives Rolin-Jacquemyns, Rijksarchief, Bruxelles, 1996